# De salute animarum

Prowincje pruskie w 1818 roku

De salute animarum ("O zbawieniu dusz") – bulla papieża Piusa VII z 16 lipca 1821 roku, która regulowała status Kościoła katolickiego w Prusach. Podawana jest jako przykład konkordatu, który nie wszedł w życie na mocy umowy między zainteresowanym państwem a Stolicą Apostolską, lecz w formie bulli papieskiej.
Bulla ustalała nowe granice diecezji w Prusach, uwzględniając zmiany terytorialne tego państwa, które nastąpiły po kongresie wiedeńskim, zasady obsady stanowisk kościelnych, korzystania Kościoła z dotacji państwowych, a także nadzoru nad parafiami katolickimi ze strony rządu.
Na mocy bulli doszło m.in. do:
- połączenia unią aeque principaliter archidiecezję gnieźnieńską z archidiecezją poznańską,
- poszerzenia terenu diecezji chełmińskiej i przeniesienia siedziby biskupów chełmińskich do Pelplina,
- podzielenia diecezji włocławskiej w wyniku czego część należąca do Prus została podporządkowana diecezji chełmińskiej, a część leżąca w Królestwie Polskim - diecezji kalisko-kujawskiej ze stolicą biskupią we Włocławku,
- zmniejszenia liczby członków kapituły katedry gnieźnieńskiej
- przeniesienie dekanatów bytomskiego i pszczyńskiego z diecezji krakowskiej do diecezji wrocławskiej.